# Paavoharju
Paavoharju — финский музыкальный коллектив, сформированный в 2001 году двумя братьями: Лаури и Олли Айнала (Lauri Ainala, Olli Ainala) в городе Савонлинна.
Первый альбом Yhä hämärää был выпущен в 2005 году, и был удостоен упоминания в журнале Stylus как «Альбом недели».
Второй альбом Laulu Laakson Kukista был выпущен в 2008 году.

## Дискография
- Yhä hämärää — 2005
- Laulu Laakson Kukista — 2008
- Joko sinä tulet tänne alas tai minä nousen sinne (Svart Records, 2013)

## Участники
- Лаури Айнала (Lauri Ainala)
- Олли Айнала (Olli Ainala)
- Енни Коивистоилен (Jenni Koivistoinen)
- Тони Кяхконен (Toni Kähkönen)
- Йоосе Кескитало (Joose Keskitalo)